# The Buggers
The Buggers is een Nederlands revolutionair collectief dat zich sinds 25 april 2004 manifesteert door middel van onregelmatig verschijnende pamfletten.
Uit de pamfletten van The Buggers, die zowel in digitale als papieren vorm verschijnen, spreekt de behoefte de tegencultuur te herpositioneren. Hoewel de pamfletten een duidelijk politiek karakter hebben, zijn The Buggers niet gelieerd aan welke politieke beweging dan ook. The Buggers zijn eerder verwant aan semi-artistieke bewegingen als Provo en situationisme. 
In hun project Missed Encounters realiseren The Buggers ontmoetingen tussen kopstukken uit de tegencultuur die, om wat voor reden dan ook, niet hebben plaatsgevonden in het verleden. In 2005 vond een Missed Encounter tussen Roel van Duijn en John Sinclair plaats in Museum Boijmans Van Beuningen, Rotterdam. Missed Encounters werden in pamfletvorm en als website gepresenteerd in de kunstinstellingen Witte de With, Rotterdam in 2004 en Museum Boijmans Van Beuningen in 2005 en tijdens het Poetry International festival van 2005. Daarnaast verspreiden The Buggers ook geluidsopnamen onder de titel Missed Encounters, waarin bijvoorbeeld een toespraak van Black Panther Party voorzitter Bobby Seale wordt gemixt met muziek van Captain Beefheart.
In het tijdschrift Open #10 publiceerden The Buggers in 2006 hun manifest The fire, the fire is falling, waarin Herbert Marcuse's begrip repressieve tolerantie wordt geactualiseerd.
The Buggers publiceerden in 2008 een artikel met de titel "Weg met de klootjeskunst" in het kunsttijdschrift Metropolis M. In dat artikel worden de positie van de kunstenaar en het kunstmuseum in de consumptiemaatschappij herzien.
In het Engels heeft het woord "bugger" verschillende betekenissen. Het werkwoord "to bugger" betekent voornamelijk: sodemieteren. Het zelfstandig naamwoord "bugger" betekent hoofdzakelijk: sodemieter.